# Kedrub Gyaco
Kedrub Gyaco (1838. november 1. – 1856. január 31.) a tizenegyedik tibeti dalai láma.

## Élete
Kedrub Gyaco 1838. december 19-én született, és 1856. január 31-én Tibetben Lhászában a Potala palotában halt meg. 1840-ben ismerték fel a 11. dalai lámaként, abban a faluban született, mint a 7. dalai láma. 1842. május 25-én került trónra, és kormányának kívánságára 1855. március 1-jén vállalta a teljes hatalmat. Mivel kevesebb mint egy évvel később meghalt, sorban a harmadik dalai láma lett, aki túl fiatalon halt meg ahhoz, hogy megszilárdítsa a hatalmát.
Kedrub Gyaco élete során a ladaki háborúk meggyengítették a lámák hatalmát a tibeti fennsík felett, ezzel egyidejűleg az ópiumháborúk és a thei pingi lázadás meggyengítette Kína befolyását Tibetben. Ez megkönnyítette a következő dalai láma dolgát, hogy szilárdabban elszigetelje Tibetet a nyugati gyarmati befolyástól, amit a tibeti kultúrára és a lámák hatalmára való fenyegetnek tekintettek.